# Who Can I Be Now? (1974–1976)
Who Can I Be Now? (1974–1976) is een compilatiealbum van de Britse muzikant David Bowie, uitgebracht in 2016. Het album bevat het werk dat Bowie tussen 1974 en 1976 uitbracht, ook wel zijn Amerikaanse periode genoemd, en bestaat uit negen albums met twaalf cd's. Exclusief bij de box set zijn het album The Gouster, een niet eerder uitgebracht album waar later Young Americans uit voortkwam, en Re:Call 2, een nieuwe compilatie van non-album singles, singleversies van nummers en B-kanten dat is bedoeld als opvolger van Re:Call 1 uit de vorige box set Five Years (1969-1973). Het is het eerste album dat is uitgebracht na het overlijden van Bowie op 10 januari 2016.
Het album bevat de studioalbums Diamond Dogs (1974), Young Americans (1975) en Station to Station (1976, zowel de oorspronkelijke uitgave als de Harry Maslin-remix uit 2010), alsmede de livealbums David Live (1974, zowel de oorspronkelijke uitgave als de remix uit 2005) en Live Nassau Coliseum '76 (opgenomen 1976, uitgebracht bij de heruitgave van Station to Station in 2010).

## Tracklist
- Alle nummers geschreven door Bowie, tenzij anders vermeld.

### Diamond Dogs
1. "Future Legend (incl. Bewitched, Bothered and Bewildered" (Richard Rodgers)) – 1:05
2. "Diamond Dogs" – 5:56
3. "Sweet Thing" – 3:39
4. "Candidate" – 2:40
5. "Sweet Thing (Reprise)" – 2:31
6. "Rebel Rebel" – 4:30
7. "Rock 'n' Roll with Me" (Bowie/Warren Peace) – 4:00
8. "We Are the Dead" – 4:58
9. "1984" – 3:27
10. "Big Brother" – 3:21
11. "Chant of the Ever Circling Skeletal Family" – 2:00

### David Live
1. "1984" – 3:20
2. "Rebel Rebel" – 2:40
3. "Moonage Daydream" – 5:10
4. "Sweet Thing/Candidate/Sweet Thing (Reprise)" – 8:48
5. "Changes" – 3:34
6. "Suffragette City" – 3:45
7. "Aladdin Sane (1913-1938-197?)" – 4:57
8. "All the Young Dudes" – 4:18
9. "Cracked Actor" – 3:29
10. "Rock 'n' Roll with Me" (Bowie/Peace) – 4:18
11. "Watch That Man" – 4:55
12. "Knock on Wood" (Eddie Floyd/Steve Cropper) – 3:08
13. "Diamond Dogs" – 6:32
14. "Big Brother/Chant of the Ever-Circling Skeletal Family" – 4:08
15. "The Width of a Circle" – 8:12
16. "The Jean Genie" – 5:13
17. "Rock 'n' Roll Suicide" – 4:30

### David Live(Remix 2005)
1. "1984" – 3:20
2. "Rebel Rebel" – 2:40
3. "Moonage Daydream" – 5:10
4. "Sweet Thing/Candidate/Sweet Thing (Reprise)" – 8:48
5. "Changes" – 3:34
6. "Suffragette City" – 3:45
7. "Aladdin Sane (1913-1938-197?)" – 4:57
8. "All the Young Dudes" – 4:18
9. "Cracked Actor" – 3:29
10. "Rock 'n' Roll with Me" (Bowie/Peace) – 4:18
11. "Watch That Man" – 4:55
12. "Knock on Wood" (Floyd/Cropper) – 3:08
13. "Diamond Dogs" – 6:32
14. "Big Brother/Chant of the Ever-Circling Skeletal Family" – 4:08
15. "The Width of a Circle" – 8:12
16. "The Jean Genie" – 5:13
17. "Rock 'n' Roll Suicide" – 4:30

### The Gouster
1. "John, I'm Only Dancing (Again)" – 7:03
2. "Somebody Up There Likes Me" (Alternative Gouster Mix) – 6:30
3. "It's Gonna Be Me" (Without Strings) – 6:28
4. "Who Can I Be Now?" – 4:40
5. "Can You Hear Me" (Alternative Gouster Mix) – 5:07
6. "Young Americans" – 5:10
7. "Right" (Alternative Gouster Mix) – 4:13

### Young Americans
1. "Young Americans" – 5:10
2. "Win" – 4:44
3. "Fascination" (Bowie/Luther Vandross) – 5:43
4. "Right" – 4:13
5. "Somebody Up There Likes Me" – 6:30
6. "Across the Universe" (John Lennon/Paul McCartney) – 4:30
7. "Can You Hear Me" – 5:04
8. "Fame" (Bowie/Lennon/Carlos Alomar) – 4:12

### Station to Station
1. "Station to Station" – 10:14
2. "Golden Years" – 4:00
3. "Word on a Wing" – 6:03
4. "TVC 15" – 5:33
5. "Stay" – 6:15
6. "Wild Is the Wind" (Ned Washington/Dmitri Tjomkin) – 6:02

### Station to Station(Harry Maslin-remix 2010)
1. "Station to Station" – 10:14
2. "Golden Years" – 4:00
3. "Word on a Wing" – 6:03
4. "TVC 15" – 5:33
5. "Stay" – 6:15
6. "Wild Is the Wind" (Washington/Tjomkin) – 6:02

### Live Nassau Coliseum '76
1. "Station to Station" – 11:53
2. "Suffragette City" – 3:31
3. "Fame" (Bowie/Lennon/Alomar) – 4:02
4. "Word on a Wing" – 6:06
5. "Stay" – 7:25
6. "I'm Waiting for the Man" (Lou Reed) – 6:20
7. "Queen Bitch" – 3:12
8. "Life on Mars?" – 2:13
9. "Five Years" – 5:03
10. "Panic in Detroit" (edit) – 6:03
11. "Changes" – 4:11
12. "TVC 15" – 4:58
13. "Diamond Dogs" – 6:38
14. "Rebel Rebel" – 4:07
15. "The Jean Genie" – 7:28

### Re:Call 2
1. "Rebel Rebel" (singlemix)
2. "Diamond Dogs" (Australische singleversie)
3. "Rebel Rebel" (Amerikaanse singleversie)
4. "Rock 'n' Roll with Me" (live) (promotionele singleversie) (Bowie/Peace)
5. "Panic in Detroit" (live)
6. "Young Americans" (singleversie)
7. "Fame" (Singleversie) (Bowie/Lennon/Alomar)
8. "Golden Years" (singleversie)
9. "Station to Station" (singleversie)
10. "TVC 15" (singleversie)
11. "Stay" (singleversie)
12. "Word on a Wing" (singleversie)
13. "John, I'm Only Dancing (Again)" (singleversie uit 1975)